# 村田亙
村田 亙（むらた わたる、1968年（昭和43年）1月25日 - ）は、日本の元ラグビー選手、元専修大学監督。

## 経歴
福岡市城南区出身。小学校1年から地元の草ヶ江ヤングラガーズでラグビーを始めた。
当初はフルバックだったが、福岡市立城南中学校時代からスクラムハーフに転向。東福岡高等学校ではスタンドオフも経験したが、2年時から再びスクラムハーフとなり、花園（全国高等学校ラグビーフットボール大会）に出場した。
専修大学ラグビー部4年時には主将として関東大学リーグ優勝に貢献。
大学卒業後、東芝府中に入社。1996年（平成8年）度からの日本選手権3連覇に貢献した。
1990年（平成2年）には、U23日本代表としてアメリカ代表に勝利。
1991年（平成3年）のアメリカ代表戦で日本代表初キャップを得る。ラグビーワールドカップには第2回大会（1991年）スコットランド代表戦、第3回大会（1995年）ニュージーランド代表戦、第4回大会（1999年）ウェールズ代表戦の3度出場している。日本代表キャップ数は41。
1999年（平成11年）、フランスリーグのバイヨンヌとプロ契約し、日本人初のプロ選手となった。デビュー戦でいきなり2トライを挙げるなど、フランスリーグでは44試合出場し7トライを挙げ、チームの中心選手として活躍した。
2001年（平成13年）にヤマハ発動機ジュビロに移籍。2002年（平成14年）度には関西社会人リーグ初優勝を果たす。
2005年（平成17年）には37歳で日本代表に復帰し、ロス・トンプソンが持っていた最年長出場記録を更新した。またトップリーグにおいても一時期最年長出場記録を持っていた（40歳）。
2008年（平成20年）1月、2007-08シーズンをもって現役引退することを表明。2月2日東芝戦後に引退セレモニーが行われ、同い年の親友で、同じ磐田市をホームとするジュビロ磐田の中山雅史選手から花束を贈呈され、お互いのユニフォームを交換した。
2008年（平成20年）2月、日本ラグビー協会より7人制日本代表監督の要請を受け就任。同年3月の香港セブンズで初指揮を執った。同年の10月には、やはり香港で行われたラグビーワールドカップセブンズ予選で、日本代表を、2009年（平成21年）3月にドバイで行われる本大会への出場に導いた。
2012年（平成24年）から2023年2月までの11シーズンOBである専修大学ラグビー部の監督を務め、同大学は2014年に13年ぶりの1部復帰を果たした。しかし2021年にはリーグ全敗、入替戦にも敗戦し在籍期間で2度目の2部降格。翌年の2022年シーズンでの1部復帰は叶わず、監督を退任。

## 所属
- 1975年（昭和50年） ～ 1983年（昭和58年） - 草ヶ江ヤングラガーズ
- 1980年（昭和55年） ～ 1983年（昭和58年） - 福岡市立城南中学校
- 1983年（昭和58年） ～ 1986年（昭和61年） - 東福岡高等学校
- 1986年（昭和61年） ～ 1990年（平成2年） - 専修大学
- 1990年（平成2年） ～ 1999年（平成11年） - 東芝府中
- 1999年（平成11年） ～ 2001年（平成13年） - バイヨンヌ（フランス）
- 2001年（平成13年） ～ 2008年（平成20年） - ヤマハ発動機ジュビロ
- 2008年（平成20年） ～ 2012年（平成24年） - 7人制日本代表監督
- 2012年（平成24年） ～ 2023年（令和5年）2月 - 専修大学ラグビー部監督